# 서후초등학교 대흥분교
서후초등학교 대흥분교는 대한민국 경상북도 안동시에 있었던 공립 초등학교이다.

## 학교 연혁
- 1949년 2월 1일: 개교
- 2022년 2월 28일: 폐교[1]

## 참고 자료
- 서후초등학교대흥분교장 - 한국교육학술정보원 학교알리미